# 옵서버 (라그랜드)
《옵서버》(The Observer)는 1896년에 창간된 미국 오리건주 유니언군과 왈로와군의 신문이다. 본사는 유니언군의 중심지인 라그랜드에 위치해 있다. 매주 월요일, 수요일, 금요일 오후에 발행되고 있으며, 오리건주 세일럼에 본사를 두고 있는 EO 미디어 그룹이 이 신문을 발행하고 있다.

## 역사
《옵서버》는 1896년에 형제인 프레더릭 발로 커리와 조지 H. 커리가 창간했다. 1910년에 브루스 데니스가 이 신문을 사들였다가 1925년에 프랭크 B. 애플비에게 팔아 넘겼다. 1930년에 피터 R. 핀레이가 신문사를 다시 사들였으나, 2년 뒤에 갑작스러운 심장 마비로 사망했다.
1941년 10월 1일에 프랭크 시로와 프레드 웨이브렛이 《라그랜드 이브닝 옵서버》를 사들였고, 얼마 안되어 그랜드론드 밸리 퍼블리싱 컴퍼니도 설립되었다. 매각 당시에 신문의 구독자 수는 1,700명 미만이었지만, 1949년에는 3,600명 이상으로 증가했다. 시로는 1951년 6월 10일에 자신의 지분을 웨이브렛에게 매각했으며, 이후 신문의 운영은 발행인이 된 웨이브렛의 손자 프레드 E. 웨이브렛 주니어이 맡았다. 아버지 웨이브렛은 캘리포니아주 상원에서 의원으로 활동했으며, 1955년 1월 31일에 사망했다.
웨이브렛 주니어는 1956년에 《파소로블레스 프레스》를 인수 후 이 신문사를 운영하기 위해 오리건주를 떠났으며, 이후 레이 C. 앤더슨이 《옵서버》의 편집장 겸 발행인이 되었다. 웨이브렛 주니어는 1959년 2월에 《파소로블레스 프레스》를 아서 C. 영버그에게 매각했으며, 같은 달에 《옵서버》 또한 로버트 W. 챈들러와 J. M. 매클렐런드 Jr.에게 팔아 넘겼다. 웨이브렛 주니어는 두 신문사의 매각을 통해 더 큰 규모의 《로디 뉴스센티널》을 사들일 수 있었다.
2012년, 《옵서버》는 주 5회 발행에서 주 3회로 줄여 월요일, 수요일, 금요일에만 발행하게 되었다.
2019년 1월에 웨스턴 커뮤니케이션스가 연방 파산법 제11조에 따른 파산 보호를 신청한 후, 6월에 EO 미디어 그룹이 《옵서버》와 《베이커 시티 헤럴드》를 인수했다. 법원 기록에 따르면, 웨스턴 커뮤니케이션스 측의 변호사들은 파산법원에 부동산과 건물을 매각할 계획이라고 밝혔다. 2019년 초에 《옵서버》와 《베이커 시티 헤럴드》를 인쇄하는데 사용해 온 53년 된 인쇄기의 모터가 고장이 나면서, 두 신문을 펜들턴에 있는 신문사인 《이스트 오리거니언》의 인쇄기를 사용해 발행해야 했다.
2024년 6월, EO 미디어 그룹은 《옵서버》의 인쇄를 중단하고 온라인 전용으로 전환한다고 밝혔다. 대신 기존의 인쇄판 구독자들은 《옵서버》 웹사이트에 올라오는 기사들도 함께 실리는 주간 신문인 《이스트 오리거니언》의 종이 신문을 받게 되었다. EO 미디어 그룹은 2024년 10월에 카펜터 미디어 그룹에 인수되었다.